# Ślimakojad żółtooki
Ślimakojad żółtooki (Helicolestes hamatus) – gatunek drapieżnego ptaka z rodziny jastrzębiowatych (Accipitridae). Występuje w Ameryce Południowej i we wschodniej Panamie. Gatunek słabo poznany, niezagrożony wyginięciem.

## Systematyka

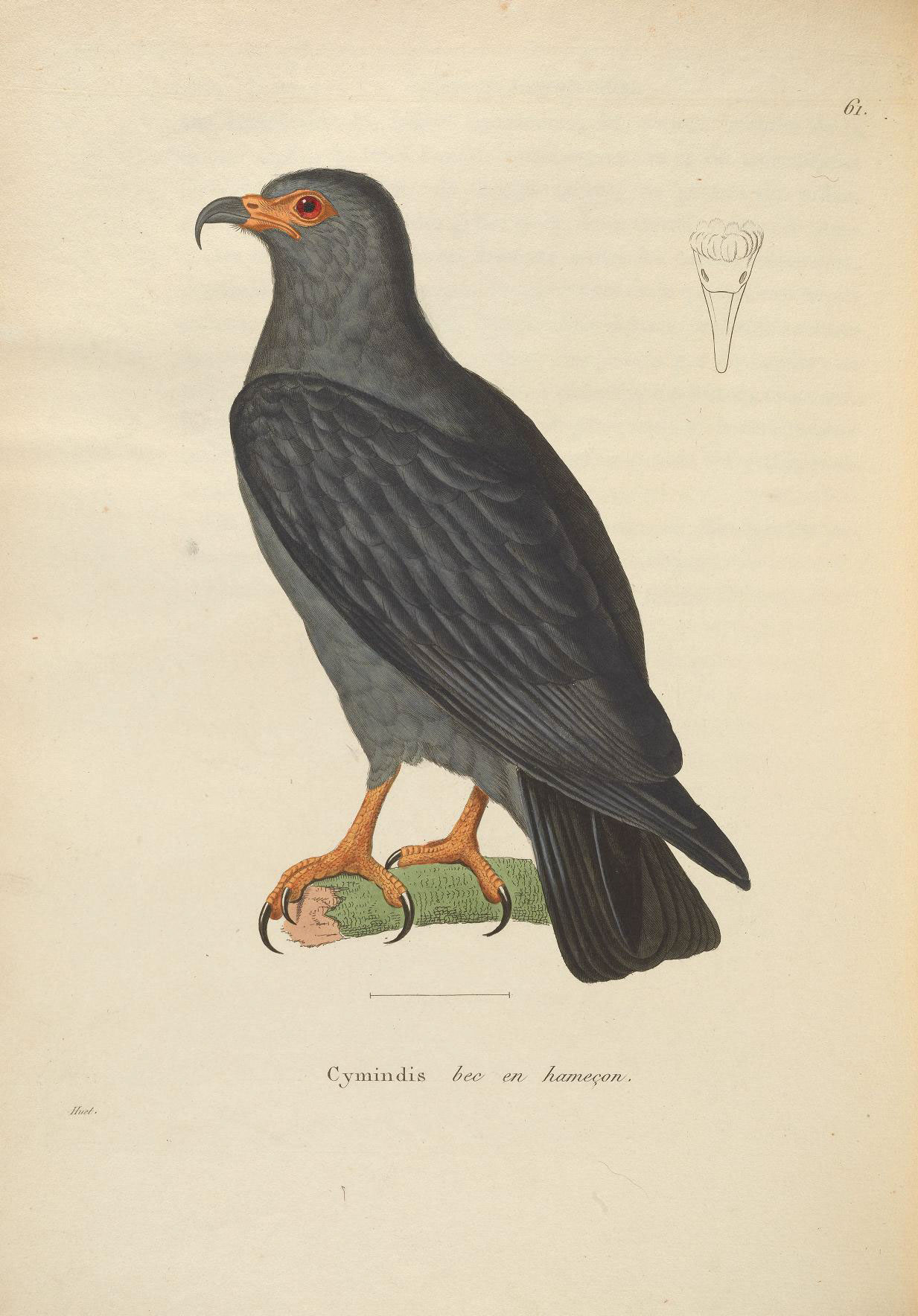
Ilustracja z 1770 roku opublikowana w Nouveau recueil de planches coloriées d’oiseaux

Takson po raz pierwszy opisany przez Temmincka w 1821 roku pod nazwą Falco hamatus. Jako lokalizację holotypu autor wskazał Brazylię. Wcześniej umieszczany w rodzaju Rostrhamus, jednak niektórzy autorzy zasugerowali ponowne umieszczenie go w monotypowym rodzaju ze względu na różnice w stylu lotu, odgłosów, zachowań rozrodczych i siedlisk od pozornie podobnego do niego ślimakojada czerwonookiego (Rostrhamus sociabilis). Zmiany te zostały zaakceptowane przez AOU oraz SACC. Nazwa rodzajowa pochodzi od słów helikos (ἑλικος) oznaczającego w greckim muszlę ślimaka oraz lēistēs (λῃστης) oznaczającego w języku greckim złodzieja. Nazwa gatunkowa hamatus oznacza w łacinie zakrzywiony, haczykowaty. Takson monotypowy, nie wyróżniono podgatunków.

## Występowanie
Skrajnie wschodnia Panama przez północną i wschodnią Kolumbię do zachodniej i północno-wschodniej Wenezueli, Surinamu i Gujany Francuskiej; również na południe przez amazońską część Brazylii do wschodniego Peru i Boliwii (departamenty Pando i Beni). Granice zakresu występowania są słabo udokumentowane, po części ze względu na mylenie go ze ślimakojadem czerwonookim.

## Morfologia
Długość ciała 35–41 cm, masa ciała samca 377–448 g, samicy 367–485 g, rozpiętość skrzydeł 80–90 cm. Pozostałe wymiary (w mm) przedstawia tabela:
| Skrzydło             | Ogon                 | Dziób    | Skok     |
| -------------------- | -------------------- | -------- | -------- |
| ♂ 265–284; ♀ 272–288 | ♂ 113–137; ♀ 117–142 | ♂♀ 29–35 | ♂♀ 41–46 |

Masywny ptak z szerokimi, okrągłymi końcówkami skrzydeł oraz kwadratowym ogonem, który ledwo wystaje zza skrzydeł podczas lotu. Czarny haczykowaty dziób długi i cienki. Upierzenie koloru łupkowoszarego, ogon czarny. Tęczówka koloru pomarańczowo-żółtego, nogi, woskówka i naga skóra na twarzy koloru od żółto-pomarańczowego do pomarańczowo-czerwonego. Od samców ślimakojada czerwonookiego różnią się kolorem oczu, ciemniejszym zadem, szerszymi skrzydłami i znacznie krótszym ogonem. Słabo zaznaczony dymorfizm płciowy przejawiający się nieznacznie większymi rozmiarami samic. Młodociane osobniki podobne do dorosłych, ale na ogonie znajdują się dwa białe paski oraz końcówki.

## Ekologia

### Środowisko
Zamieszkuje zalane brzegi lasów, np. wokół płytkich lagun i osuszających się zalanych obszarów. Spotykany też w lasach deszczowych, na skraju bagien, zwłaszcza w lasach typu várzea, a także stojących lagunach i zalesionych plantacjach, do wysokości 750 m n.p.m. Na obszarze Cocha Cashu Manu National Park w Peru, widywano go polującego w gęstych, krzewiastych obszarach znajdujących się wzdłuż krawędzi bagien. Widywany regularnie, kiedy niewysoko szybuje w grupach liczących do 10 osobników.

### Pożywienie
Żywi się głównie ślimakami z rodzaju Pomacea. Wydobywa części miękkie ślimaka poprzez przebicie muszli i przecięcie jego wrzecionowatych mięśni w miejscu ich przylegania do muszli. W Brazylii zaobserwowano, że na 8% jego diety składają się kraby z gatunku Dilocarcinus dentatus.

### Rozród
Sezon rozrodczy słabo poznany. W Wenezueli i Gujanie gniazduje od czerwca do października, w czasie pory deszczowej. Na początku lipca w północno-wschodnim Peru znaleziono gniazdo z jajami, natomiast pod koniec lipca zaobserwowano gniazdo we wschodnim Ekwadorze. Gniazda znajdują się około 1 km od siebie. Gniazdo zbudowane z cienkich patyków znajduje się na drzewach, konarach w zalanych lasach galeriowych lub plantacjach kawy średnio na wysokości 14 m (zaobserwowano je również na 18 m, 20 m oraz 25 m). Monogamiczna para może spędzić ze sobą całe życie. W gnieździe znajdują się 2 jaja (ewentualnie 3). Okres inkubacji trwa około 30 dni. U piskląt po wylęgnięciu spód ciała jest koloru brązowego; dół z białymi plamami. Pierzenie trwa 35 dni, do lotu młode ptaki są zdolne po upływie 40 dni. W wysiadywaniu i wychowie młodych biorą udział obydwoje rodzice.

## Status i ochrona
W Czerwonej księdze gatunków zagrożonych Międzynarodowej Unii Ochrony Przyrody został zaliczony do kategorii LC (najmniejszej troski). Całość populacji szacuje się na 1000–10 000 osobników, co mniej więcej równa się 670–6700 dojrzałych ptaków. Trend liczebności populacji jest spadkowy. Zagrożenia dla tego gatunku są słabo poznane i wymagają badań. Być może podatny jest na wylesianie i degradacje jego środowiska. Zagrożeniem również może być wyspecjalizowana dieta tego ptaka.